# Variimorda villosa
Espèce
Variimorda villosa est une espèce d'insectes de l'ordre des coléoptères, de la famille des Mordellidae et du genre Variimorda.

## Description
La taille moyenne est de 4 à 5 mm. Leur corps est caractérisé par une pointe arrière très franche. L'insecte est noir avec des taches claires de couleur variable (jaunâtre, brunâtre, argenté, etc.)

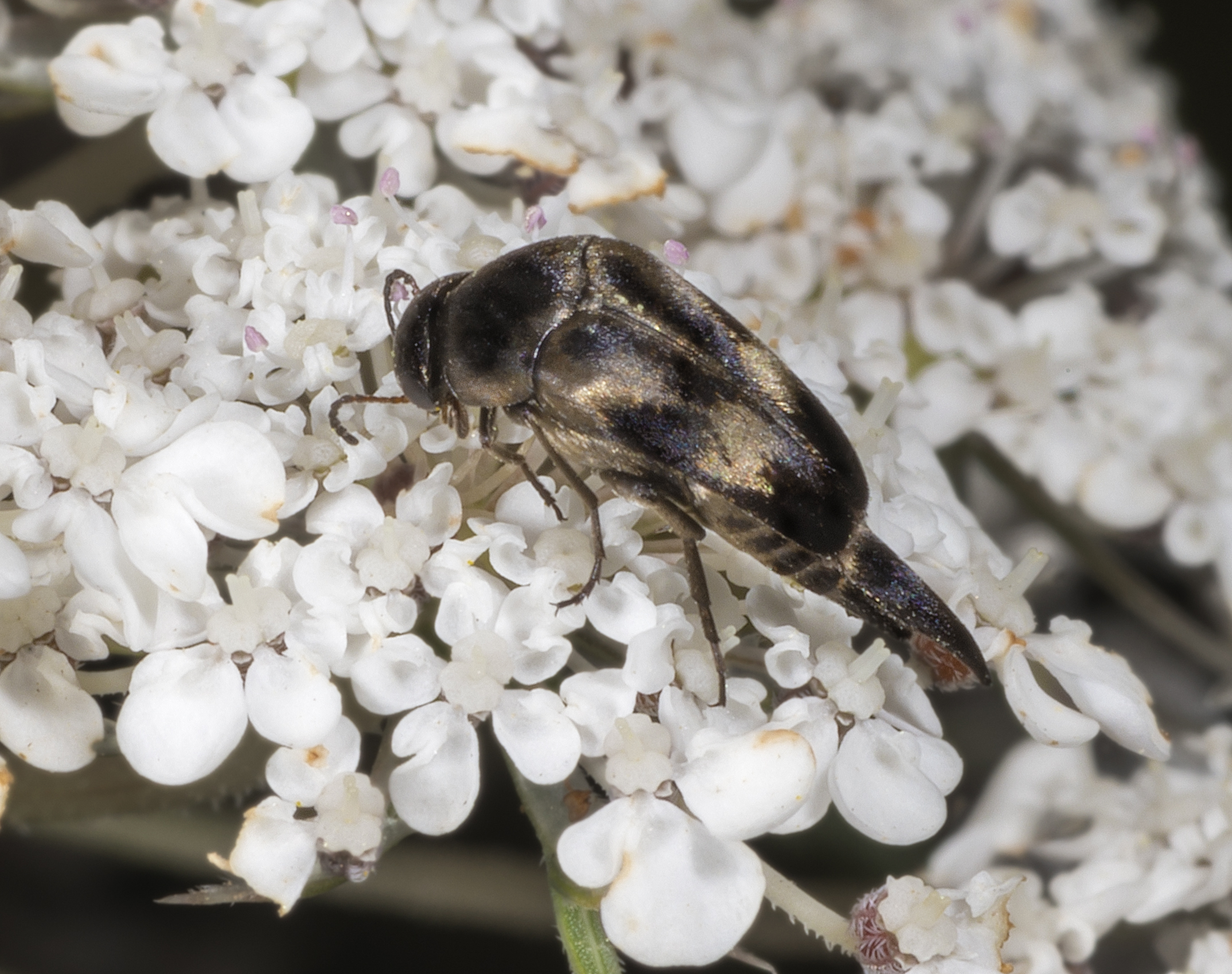
Variimorda villosa - vue de profil

## Répartition et habitat
Ces très petits coléoptères sont présents en Europe. 

## Biologie
Les adultes se rencontrent de juillet à août, ils s’alimentent sur les fleurs d'Apiaceae.

## Systématique
L'espèce a été décrite par l'entomologiste allemand Franz von Paula Schrank en 1781 sous le nom initial de Mordella villosa .

### Synonymie
- Mordella villosa Schrank, 1781 Protonyme
- Mordella fasciata Fabricius, 1775
- Variimorda fasciata (Fabricius nec Forster 1771, 1775)
- Mordella iriformis Fourcr, 1785
- Mordella fasciolata Rossi, 1792
- Mordella coronata Costa, 1854
- Mordella interrupta Costa, 1854
- Mordella seriatoguttata Mulsant, 1856
- Mordella subcoeca Mulsant, 1856

### Taxinomie
Elle fait partie du sous-genre  Variimorda (Variimorda), le nom complet est  Variimorda (Variimorda) villosa.